# 岛形反转

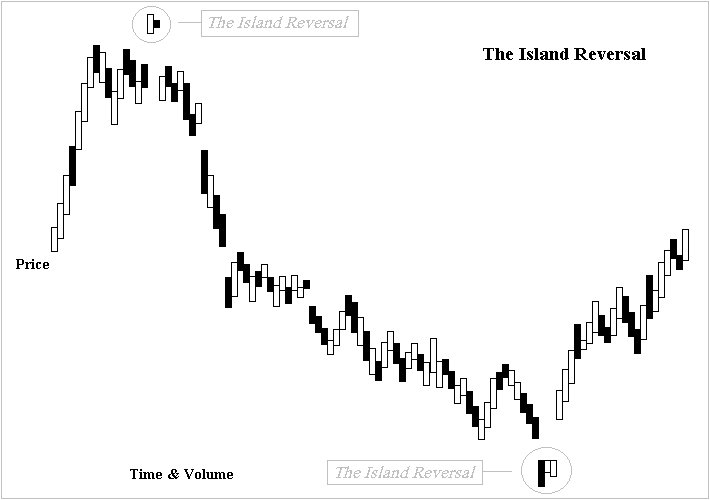
岛屿逆转

在股票交易和金融技术分析中，岛形反转是一种烛台模式，在一定价格范围内交易活动紧凑，与之前的走势分开。  “烛台形态”是在烛台图表上以图形方式显示的价格变动。图表上显示的这种分离据说是由耗尽缺口引起的，随后由于突破缺口而出现相反方向的走势。

## 形态
对岛形反转形态的仔细观察表明，岛形反转由耗尽缺口和随后的走势组成，随后是突破缺口。不同寻常的是，形成该岛的突破缺口在几天内就会因反应造成的回调而被填补。相反，岛形反转也可能发生在顶峰或头肩形态的反转处。
举例来说，假设价格处于上升趋势，收盘价为84.00美元，第二天开盘价为86.00美元，然后并未跌破开盘价。当天结束时，价格进一步上涨，触及88.00美元，但收盘价为87.60美元。观察结果显示有2.00美元的间隙未被填补。第二天，市场价格开盘价为87.40美元，触及高点88.90美元，收盘价为87.00美元。几天后，或者第二天，市场价格开盘价为84.00美元，收盘价为82.90美元，保持在86.00美元和84.00美元的区域以下。所有在86.00美元以上的交易将在技术分析图上显现出孤立，被称为"岛形反转"。
肯尼斯·格鲁奈森（Kenneth Gruneisen）通过CANSLIM.net发布了一个熊市岛形反转模式的例子，当时ITT教育服务公司（ESI）在2009年1月达到顶峰。在随后的4年里，ESI的股价从120美元跌至12美元。 

## 特征
- 岛形反转的发生相当罕见。[需要引用]
- 它由一个小动作组成。
- 它本身并不具有重大意义。
- 它可以发生在顶部也可以发生在底部。
- 两端的差距几乎出现在相同的价格水平上。
- 它的交易活动紧凑，与随后的相反方向的走势分开。
- 它是主要或中间趋势反转的一个非常好的指标。
- 它一出现，就预示着情绪发生了极端的变化。
- 预计该紧凑的交易区域交易量将会很高。
- 交易活动可能只持续一天或几天。当这种排列只发生一天时，称为“一日反转”。